# Stromnetzausbau
Dieser Artikel behandelt den Ausbau des Übertragungsnetzes für Strom in Deutschland zu Beginn des 21. Jahrhunderts. 

## Aktueller Ausbauplan
Der Netzentwicklungsplan Strom 2023-2037/2045 umfasst rund 4.800 Kilometer neuer Leitungen und ca. 2.500 Kilometer Verstärkung bereits vorhandener Verbindungen gegenüber dem bestehenden Bundesbedarfsplan, die bis 2045 verwirklicht werden sollen.
Die Bundesnetzagentur bestätigt dabei fünf neue Hochspannungs-Gleichstrom-Übertragungs-Verbindungen (HGÜ) mit einer Kapazität von jeweils 2 GW:
- DC32 von Schleswig-Holstein nach Mecklenburg-Vorpommern
- DC35 von Niedersachsen nach Hessen
- DC40 von Niedersachsen nach Sachsen
- DC41 von Niedersachsen nach Baden-Württemberg
- DC42 von Schleswig-Holstein nach Baden-Württemberg

Zudem enthält der bestätigte NEP 116 weitere neue Wechselstromverbindungen.
Nach Berechnungen der Bundesnetzagentur werden weitere Übertragungskapazitäten zur Versorgung Bayerns benötigt. Die projektverantwortlichen Übertragungsnetzbetreiber haben deshalb im Konsultationszeitraum das Wechselstromvorhaben P540 nachgereicht, welches ebenfalls bestätigt wurde.
Weiterhin ist ein Ausbau der Offshore-Anbindungssysteme erforderlich. Die Bundesnetzagentur hält dafür 35 weitere Vorhaben in Nord- und Ostsee bis zum Jahr 2045 für erforderlich. Die Leitungen binden bis zu 70 Gigawatt Leistung aus Offshore-Windparks an das Festland an.
Künftige durch die Energiewende notwendig gemachte Investitionen in den Ausbau der Stromnetze bezifferte der Bundesrechnungshof bis 2045 auf mehr als 460 Milliarden Euro (mehr als viermal so viel wie im Zeitraum 2007 bis 2023 angefallen waren). Weiterhin liege der Ausbau der Übertragungsnetze mehr als 6000 km hinter dem Zeitplan.

## Die fünf Schritte des deutschen Stromnetzausbaus
Den deutschen Stromnetzausbau unterteilt die Bundesnetzagentur in fünf Schritte:

### Schritt 1: Szenariorahmen
Der Szenariorahmen soll die wahrscheinliche Entwicklung der deutschen Energielandschaft in 10 bis 15 Jahren darstellen. Für die Erstellung sind alle zwei Jahre die vier Übertragungsnetzbetreiber – 50Hertz Transmission, Amprion, Tennet TSO und TransnetBW – zuständig. Der Szenariorahmen dient der Einschätzung über die notwendige Netzinfrastruktur in der Zukunft.
Die möglichen Entwicklungen spielen die Übertragungsnetzbetreiber in verschiedenen Szenarien durch. Der Szenariorahmen wird von der Bundesnetzagentur geprüft und genehmigt – gegebenenfalls auch abweichend.

### Schritt 2: Netzentwicklungsplan und Umweltbericht
Mit den Netzentwicklungsplänen berechnen die Übertragungsnetzbetreiber den aus ihrer Sicht notwendigen Ausbaubedarf für ein sicheres Stromnetz im Betrachtungszeitraum. Als Grundlage dient der Szenariorahmen. Der Netzentwicklungsplan Strom behandelt die Stromleitungen des Übertragungsnetzes an Land. Der Offshore-Netzentwicklungsplan hingegen die Anbindungsleitungen der Windparks im Meer sowie Offshore-Interkonnektoren.
Mit den Netzentwicklungsplänen prognostizieren die Übertragungsnetzbetreiber, von wo nach wo Strom transportiert werden muss. Sie definieren also die Start- und Endpunkte. Ein genauer Trassenverlauf liegt in diesem Schritt aber noch nicht vor.
Die Bundesnetzagentur prüft die Netzentwicklungspläne fachlich sowie inhaltlich und kann gegebenenfalls Anpassungen einfordern.
Bereits zu diesem Zeitpunkt schreibt der Gesetzgeber eine Umweltprüfung nach dem Gesetz über die Umweltverträglichkeitsprüfung vor (gemäß § 12c EnWG). In diesem analysiert die Bundesnetzagentur alle in den Netzentwicklungsplänen geplanten Vorhaben auf deren Auswirkungen auf Mensch, Tier und Umwelt. Die Ergebnisse der sogenannten Strategischen Umweltprüfung fasst die Bundesnetzagentur in einem Umweltbericht zusammen.

### Schritt 3: Bundesbedarfsplan
Im Bundesbedarfsplan hält der Gesetzgeber die in den nächsten Jahren energiewirtschaftlich notwendigen Ausbaumaßnahmen fest. Als Grundlage dienen die bestätigten Netzentwicklungspläne und der Umweltbericht. Sie bilden den Entwurf für das Bundesbedarfsplangesetz. Der Bundesbedarfsplan enthält dabei die Anfangs- und Endpunkte der notwendigen Leitungen – nicht aber die konkreten Trassenverläufe. Bundestag und Bundesrat verabschieden das Bundesbedarfsplangesetz.
Weiterhin sind im Bundesbedarfsplan länder- und grenzüberschreitende Leitungen gekennzeichnet. Sie unterscheiden sich von Vorhaben innerhalb einzelner Bundesländer dahingehend, dass sie andere nachgelagerte Verfahrensschritte durchlaufen. Daneben sind Pilotprojekte gekennzeichnet, bei denen neue Techniken zum Einsatz kommen.

### Schritt 4: Bundesfachplanung oder Raumordnungsverfahren
In diesem Schritt werden konkrete Trassenkorridore für die Stromleitungen festgelegt. Sie haben eine Breite von bis zu 1.000 Metern und sollen später die Stromleitung beinhalten. Der genaue Verlauf der Leitung innerhalb dieses Korridors wird an dieser Stelle aber noch nicht festgelegt.
Für jedes Vorhaben schlägt der zuständige Übertragungsnetzbetreiber einen Trassenkorridor sowie in Frage kommende Alternativen vor (gemäß § 6 Satz 6 Nr. 1 NABEG). Handelt es sich um ein Vorhaben innerhalb eines Bundeslandes, beginnt im Anschluss die zuständige Landesbehörde ein Raumordnungsverfahren beziehungsweise die Planfeststellung. Ist die Leitung im Gesetz länder- oder grenzüberschreitend gekennzeichnet, ist die Bundesnetzagentur zuständig. Diese eröffnet dann die Bundesfachplanung zu dem jeweiligen Vorhaben oder zu einem bestimmten Abschnitt eines Vorhabens. Mit dem bundesweit einheitlichen Verfahren der Bundesfachplanung soll der Netzausbauprozess beschleunigt werden (§ 1 NABEG).
Auch in diesem Schritt führt die Bundesnetzagentur eine Strategische Umweltprüfung durch. Da hier erstmals konkrete Räume betrachtet werden, fällt diese wesentlich detaillierter aus als zuvor.

### Schritt 5: Planfeststellung
In der Planfeststellung wird auf Basis der Entscheidung der Bundesfachplanung bzw. des Raumordnungsverfahrens unter anderem der konkrete Verlauf der späteren Leitung im Korridor festgelegt. Die Grundlage bildet ein Antrag des zuständigen Übertragungsnetzbetreibers. Weitere Details, die im Verlauf der Planfeststellung bestimmt werden, sind technische Details, der genaue Standort sowie die Art und Höhe der Strommasten.
Die Bundesnetzagentur oder die zuständige Landesbehörde führt zudem eine Umweltverträglichkeitsprüfung durch. Diese ist nochmal konkreter als die Umweltprüfung während der Bundesfachplanung, da nun alle Details zur geplanten Trasse bekannt sind.